# CaixaResearch Institute
El CaixaResearch Institute és un projecte de centre de recerca impulsat per la Fundació la Caixa que té previst inaugurar-se el 2025 a Barcelona. Un dels seus principals camps d'investigació serà la immunologia i serà dirigit per Josep Tabernero. El centre està en fase de construcció en uns terrenys al costat del Cosmocaixa.

## Història
El juliol de 2021 la Fundació La Caixa i l'Ajuntament de Barcelona van presentar un acord per crear un nou centre de recerca dedicat a les ciències de la vida, que havia d'acollir més de 300 investigadors i s'havia de construir abans de 2025.
Inicialment van anunciar que es dedicaria a les malalties infeccioses, la salut global, l'oncologia i les neurociències. Es va contractar l'oncòleg Josep Tabernero, director de l'Institut d'oncologia de l'hospital Vall d'Hebron com a cap d'assessorament científic i institucional.
L'Ajuntament va argumentar que el projectes s'alineava amb el seu Pla Barcelona Ciència 2020-2023, que proposa diverses iniciatives per "convertir la ciutat en capital europea en recerca i innovació".
El 31 d'octubre de 2023 es va fer un acte públic per anunciar la col·locació de la primera pedra en la construcció de l'edifici. A l'acte hi van assistir Isidre Fainé, l'alcalde de Barcelona, Jaume Collboni i Josep Tabernero. Durant l'acte van anunciar que el centre s'especialitzaria en temes d'immunologia i que el projecte té un pressupost de 100 milions d'euros. També es va anunciar que el doctor Antoni Ribas, expert mundial en immunoteràpia, havia estat escollit president del comitè assessor del futur equipament i que es crearia la Fundació CaixaResearch Institute per gestionar l'equipament.

## Edifici
L'edifici, actualment en construcció, s'ubica a l'espai anteriorment ocupat per l'Associació d'Empleats de La Caixa. El projecte arquitectònic l'està realitzant TAC Arquitectes, liderat per l'arquitecte Eduard Gascón, qui ha dut a terme projectes com el Centre Tecnològic de Manresa, el Complex Mira-sol d'oficines, habitatges, biblioteca i mercat municipal i la torre d'oficines de la Cambra de Comerç de Barcelona al Poblenou de Barcelona. L'edifici es construirà al costat de l'actual Cosmocaixa, a tocar del Parc Natural de la Serra de Collserola. L'Ajuntament va haver d'aprovar una modificació del pla general metropolità, i reordenar 53.000 m² de superfície, incloent l'antiga seu social de treballadors de La Caixa, l'entorn del torrent del Frare Blanc i sòls qualificats de zona verda i de titularitat municipals ubicats en el front de la ronda de Dalt.
L'edifici comptarà amb plaques fotovoltaiques i sondes geotèrmiques, així com mètodes de recollida d'aigua de pluja.
El 31 d'octubre de 2023 s'hi va posar la primera pedra de l'edifici, i s'hi va introduir una càpsula del temps amb un facsímil d’un fullet del 1932 de l'Institut Antituberculós Francesc de Moragas, un equipament pioner en la seva època que va treballar amb un dels primers microscopis electrònics d’Espanya; el projecte arquitectònic del CaixaResearch Institute i una pipeta de laboratori.

## Àmbit d'actuació
Serà un centre dedicat a les ciències de la vida, enfocat en assajos preclínics i de recerca bàsica. Anirà integrant i col·laborant més activament amb els quatre centres de recerca amb què la Fundació col·labora: l'Institut de Salut Global de Barcelona (ISGlobal), l'Institut de Recerca de la Sida (IrsiCaixa), el Vall d'Hebron Institut d'Oncologia (VHIO) i el Barcelona Beta Research Centre (BBRC) de recerca sobre la malaltia d'Alzheimer, impulsat el 2012 per la Fundació Pasqual Maragall. El seu objectiu és acollir més de 500 professionals i uns 40 grups de recerca.